# American Economic Association
L'American Economic Association (AEA) és una learned society en el camp d'economia, establerta a Nashville, Tennessee. Publica una de les revistes acadèmiques més prestigioses en economia: The American Economic Review. L'AEA va ser establerta el 1885 a Saratoga, Nova York pels economistes més joves formats a l'escola històrica alemanya; i des de 1900 l'ha estat sota el control d'acadèmics.
Els propòsits de l'Associació són: 1) L'encoratjament de la recerca econòmica, especialment l'estudi històric i estadístic de les condicions reals de la vida industrial; 2) Publicacions en temes econòmics; 3) Fomentar la llibertat en les discussions econòmiques. L'Associació com a tal agafarà cap posicionament ni activit sobre posicionaments econòmics. El seu president actual és William D. Nordhaus De Yale.